# Paul Götze (SS-Mitglied)
Paul Götze (* 15. November 1903 in Halle; † 24. Januar 1948 in Krakau) war ein deutscher SS-Unterscharführer im Konzentrationslager Auschwitz und Konzentrationslager Buchenwald. 
Götze war vom Beruf Anstreicher. Er beantragte am 14. Juni 1937 die Aufnahme in die NSDAP und wurde rückwirkend zum 1. Mai desselben Jahres aufgenommen (Mitgliedsnummer 5.540.306). Der SS trat er im Jahr 1942 bei. Im Juli 1942 wurde er nach Auschwitz versetzt, wo er zunächst als Wächter und bei den Arbeitskommandos eingesetzt wurde. Von Februar bis Mai 1943 war er im Block 15 des Stammlagers Auschwitz und von Mai 1943 bis August 1944 im sogenannten Zigeunerlager Birkenau Blockführer. Im August 1944 wurde er ins Konzentrationslager Buchenwald versetzt.
Er war aktiv an der Tötung von arbeitsunfähigen Juden beteiligt. Auch versah er Rampendienst und nahm an den Selektionen teil. Er war  im August 1944 an der Auflösung des „Zigeunerlagers“ beteiligt.
Götze wurde im Krakauer Auschwitzprozess vor dem Obersten Nationalen Tribunal Polens am 22. Dezember 1947 zum Tode durch den Strang verurteilt. Er wurde am 28. Januar 1948 hingerichtet.